# 切纳德乡
切纳德乡（罗马尼亚语：Comuna Cenade），罗马尼亚阿尔巴县的一个乡。2011年总人口943。该乡辖有3个村。

## 人口
根据2011年人口统计，该地居民以罗马尼亚族为主，多信仰东正教。
切纳德乡民族组成
切纳德乡宗教组成